# Amores
Amores er en samling af kærlighedsdigte i tre bøger (oprindelig fem) forfattet og udgivet af den romerske digter Ovid. Digtene, der er skrevet i elegiske distika, er kendetegnet ved en god portion humor og en ironisk distance til det elskende "jeg".
Digtene foreligger i en samlet oversættelse ved Otto Steen Due: Ovids eskapader, Gyldendal 2005, ISBN 87-02-03778-5.
| Sprog og litteratur | Spire Denne artikel om litteratur er en spire som bør udbygges. Du er velkommen til at hjælpe Wikipedia ved at udvide den. |